# Andreas Christofī
Andreas Christofī (in greco: Ανδρέας Χριστοφή; 21 aprile 1969) è un ex calciatore cipriota, di ruolo portiere.

## Carriera
Nel 1994 ha disputato tre incontri con la nazionale cipriota.